# 스카일론 우주선

스카일론 우주선은 영국의 리액션 엔진사가 개발중인 단발궤도선 기능의 세이버 엔진을 장착한 무인 우주선이다.
스카이론의 세이버 엔진은 대기중에서 공기를 액체 헬륨을 사용하는 선냉각기를 통해 냉각시켜 사용하는 엔진으로 마하 5.5까지 높은 효율성으로 추진력을 낼 것으로 예측된다.
일반적인 우주선과는 다르게 수평으로 이륙하며, 200회 재사용이 가능하고, 현재의 킬로그램당 15000파운드(2600만원)인 우주 발사 비용을 650파운드(110만원)로 줄일 수 있을 것으로 기대된다.
그러나 영국 기준이며, 러시아의 제니트 로켓은 킬로그램당 260만원으로 알려져 있다.